# 魏县大锅菜
魏县大锅菜又叫魏州大锅菜、大锅菜，是中国河北邯郸市地区民间具有独特风味的名菜。
邯郸市魏县位于河北省的南端，地处冀鲁豫三省交界处，交通便利，南北客商路过很多，为了赶时间，就把各类蔬菜例如，白菜、海带、冬瓜、黄瓜、茄子还有魏县特产皮渣和瘦猪肉等汇聚到大锅里去煮，加上葱沫、姜沫、蒜沫、香菜、食盐，还有20多种药料，从而形成了其独特的口味魏县大锅菜。大锅菜与其他的地方菜不一样，油大但不腻，营养也很丰富。